# Сандакшатра
Сандакшатра, Шандакурру, Сандакшатру, Сандакуру, Сандакурру, Шандакшатра, (аккад. Sa-an-dak-KUR-ru) — кімерійський цар кінця VII сторіччя до Р.Х. Згідно написам Ашшурбаніпала, Сандакшатра став кімерійським правителем після поразки й смерті свого родича (ймовірно батька) Тугдамме; й вказано його як цар сацького правителя. Деякі історики ідентифікують його з Хувахштрою (Кіаксаром).
З текстів Ашшурбаніпала: "Сандакурру, сина, його [Тугдамме] породження, якого поставили йому у наступники, я скину." (Записи асирійського царя Ашшурбаніпала)
Примітно, що у кожного з трьох відомих кімерійських правителів — Тугдамме, Теушпа й власне Сандакшатри — імена мають різне походження. Ім'я Сандакшатра явно має індоіранське коріння. На думку Ігора Дьяконова, ім'я Сандаксатру тотожнє іранському Артаксеркс й інтерпретується як «влада бога Сандона» (лувійське божество). Це підтверджується індоіранською приналежністю кімерійців (мови групи сатем).